# اشنفردینگن
شهر اشنفردینگن (به آلمانی: Schneverdingen) در ایالت نیدرزاکسن در کشور آلمان واقع شده‌است.